# Potentola
La potentola (Argentina anserina), és una espècie de planta amb flors del gènere Argentina dins la família de les rosàcies.
És original de zones temperades de l'Hemisferi Nord, encara que també es reprodueixen en zones remotes com Xile o Nova Zelanda. Es troben en prats herbàcis, a la riba dels rius i a la vora de les carreteres.
És una planta herbàcia, perenne, de 2-4 dm d'altura. Tiges rastreres. Fulles pinnades, sedoses i plateades. Les flors són solitàries, de color groc, amb una corol·la de 5 pètals.

## Taxonomia

### Sinònims
Aquesta espècie havia estat classificada dins d'altres gèneres, i s'havien reconeguts varietats que en ser desestimades han produït els següents sinònims:
- Argentina vulgaris Lam.
- Dactylophyllum anserina (L.) Spenn.
- Dasiphora anserina (L.) Raf.
- Fragaria anserina (L.) Crantz
- Potentilla anserina L.
- Potentilla anserina proles argentina (Huds.) Th.Wolf
- Potentilla anserina var. genuina Woerl.
- Potentilla anserina genuina Lehm.
- Potentilla anserina var. vulgaris Hayne
- Potentilla argentina Huds.
- Tormentilla anserina (L.) Stokes

### Subespècies
Se'n reconeixen aquestes dues subespècies:
- Argentina anserina subsp. anserina
- Argentina anserina subsp. groenlandica (Tratt.) Á.Löve